# Michael Medved
Michael Medved (Filadelfia, Pensilvania, 3 de octubre de 1948) es un presentador radiofónico, autor, comentarista político y crítico de cine estadounidense. Su programa de charla, basado en Seattle, The Michael Medved Show (El show de Michael Medved), se transmite, nacionalmente, en todos los Estados Unidos, a través de Salem Radio Network.

## Primeros años
Medved nació en una familia judía de origen alemán y ucraniano, en Filadelfia, Pensilvania, hijo de Renate Hirsch y David Bernard Medved, un veterano de la armada y científico. Se crio en San Diego, California, donde su padre trabajaba para el contratista de defensa Convair y, más tarde, para la NASA.
Cuando la familia se mudó a Los Ángeles, California, Medved asistió a la Escuela Preparatoria Palisades Charter. A los 16 años ingresó a la Universidad de Yale, localizada en New Haven, Connecticut, como estudiante de pregrado, del cual se graduó con honores, en 1969. Luego se inscribió en la Escuela de Derecho Yale.
Después de su primer año en la escuela de leyes, la abandonó para trabajar como escritor principal de discursos para Joseph Duffey, candidato demócrata al Senado de los Estados Unidos, y luego, por cuatro años, como escritor de discursos y asesor político.
Ya concluido el trabajo en la campaña política, obtuvo un puesto como asesor del congresista Ron Dellums, para quien Medved trabajó en publicidad y coordinó una campaña para reclutar más afroamericanos e hispanos a los departamentos policiales de las ciudades californianas de San Francisco, Oakland y Berkeley.
Después de escribir más de cuarenta artículos para el libro The People's Almanac (el almanaque de las personas), Medved escribió, en coautoría con David Wallechinsky, What Really Happened to the Class of '65? (¿Qué le pasó realmente a la clase del 65?), centrándose en las vidas posteriores a la graduación de treinta compañeros de clase de Medved en la Escuela Preparatoria Palisades Charter, quienes fueron presentados en una historia de portada en Time en 1965. El libro se volvió un best seller en 1976.  Esta obra también se convirtió en la base para una serie televisiva semanal en NBC que en 1978 estuvo en el aire trece semanas.
Medved entonces escribió The Shadow Presidents: The Secret History of the Chief Executives and Their Top Aides (1979), un estudio de los principales asistentes en la Casa Blanca desde el establecimiento del personal presidencial en 1857. El libro incluía entrevistas con los jefes de personal de los presidentes Truman, Eisenhower, Kennedy, Johnson, Nixon y Ford. Después de las entrevistas, Medved continuó su implicación en política. Se hizo amigo del jefe de personal de Ford, Dick Cheney, se afilió al Partido Republicano y en 1980 participó en la campaña presidencial de Ronald Reagan .
En 1984, Medved escribió Hospital: The Hidden Lives of a Medical Center Staff (Hospital: Las vidas ocultas de un Personal de Centro Médico), el cual fue analizado en Time, en Nightline en ABC y en Buenos días América. El libro se enfocó en treinta miembros de personal que trabajaban juntos en un hospital de enseñanza de California.

## Reseñas de películas
Medved continuó trabajando como guionista, escribiendo para proyectos de largometrajes y miniseries televisivas y se unió al Gremio de Escritores de América. También colaboró con su hermano, Harry Medved, en cuatro libros satíricos relativos a películas: The Fifty Worst Films of All Time (1979), The Golden Turkey Awards (1980), The Hollywood Hall of Shame (1984) y Son of Golden Turkey Awards (1986).
A continuación se dedicó a hacer reseñas de películas, en una revisión semanal en CNN (1980–1983) y en un show que él condujo en la red británica Channel 4 denominado Lo Peor de Hollywood. Su comentario estaba centrado en las que consideraba películas malas, particularmente en "Los Premios Pavo Dorado". La seleccionada por los hermanos Medved como la «Peor película de todos los tiempos», Plan 9 del Espacio Exterior, ha devenido en un clásico de culto.
En 1984, Medved se unió a Sneak Previews en el programa semanal de reseñas de películas originado por Gene Siskel y Roger Ebert. Con Jeffrey Lyons codirigió el programa durante doce años. En 1993, Medved es designado crítico en jefe de cine para el New York Post, puesto que mantuvo cinco años, durante los cuales reseñó más de 700 películas.
Más recientemente, Medved ha jugado un papel preponderante en algunas controversias relacionadas con películas. Se convirtió en franco defensor del filme de Mel Gibson La Pasión de Cristo (2004), al cual muchos grupos judíos prominentes habían criticado como antisemita. Después del arresto de Gibson por conducir bajo el efecto del alcohol, en julio de 2006, Medved escribió que se sentía "traicionado" por la explosión antisemita de Gibson, y lo instó a buscar una "reconciliación" con la comunidad judía.
Algunos comentaristas de cine, incluidos Roger Ebert y Jim Emerson, han criticado a Medved por mencionar el tema del "derecho a morir/suicidio asistido" en la cinta ganadora del Óscar Million Dollar Baby, de Clint Eastwood. Consideraron que las declaraciones de Medved fueron reveladoras de la trama. Medved declaró que la inclusión de este tema en la película era "profundamente desorientador" porque se promocionó como cuento al estilo de Rocky, de una valiente mujer desfalleciente en la arena de boxeo.
Medved dijo que evitó cuidadosamente revelar el giro final de la trama, aunque sintió el deber moral de informar a sus oyentes y lectores acerca del contenido de la cinta y su provocativo punto de vista.  Roger Ebert lo criticó así: "tiene un largo tiempo siendo comentarista político, no crítico de cine".

## Editorial radiofónica y comentario político
Centrándose en el tema de Hollywood vs. Estados Unidos de América, el anfitrión radiofónico Rush Limbaugh entrevistó a Medved y le pidió que fuera anfitrión invitado en su programa de charlas. Medved siguió actuando como anfitrión regular junto a Limbaugh en cerca de treinta ocasiones. En 1996 se le ofreció un show local propio en una importante estación radiofónica de Seattle.
En su libro autobiográfico de 2005 Right Turns: From Liberal Activist to Conservative Champion in 35 Unconventional Lessons (Giros Correctos: De Activista Liberal a Campeón Conservador en 35 Lecciones no Convencionales), Medved expresa haber agradecido la posibilidad de huir del "ghetto cinematográfico" y hablar a una audiencia más grande acerca de política y moralidad, lo cual era un foco de sus comentarios escritos y sus libros. El programa de Medved se transmitía desde Seattle y se difería a través de Salem Radio Network.
Ahora, más de doscientas estaciones transmiten su show diario de tres horas, de costa a costa. Alcanza a más de 4,75 millones de oyentes semanalmente. Por diez años consecutivos, Medved ha sido listado por la revista Talkers como uno de sus "Heavy Hundred" ("Cien Pesados") anfitriones de espectáculos de charla norteamericanos importantes. En 2011 empató en el octavo sitio en su ranking de anfitriones de charla por medida de audiencia, y en el vigésimo aniversario de la revista fue listado en el puesto 61 entre los "Heaviest Hundred" ("Cien más Pesados"), los anfitriones de espectáculos de charla norteamericanos más importantes de todos los tiempos.
Medved describe el show como "su dosis diaria de debate", a menudo centrado en oyentes que llaman para discutir asuntos con el anfitrión. Entre los invitados han estado quienes son considerados generalmente a la izquierda del centro: Noam Chomsky, Michael Moore, John Shelby Spong, Oliver Stone, Warren Beatty, Ralph Nader, Barbara Boxer, Al Gore, Madeleine Albright, Ben Cohen, George Galloway, Thom Hartmann, Naomi Wolf y Al Franken. Invitados generalmente considerados a la derecha del centro incluyen a Robert Spencer, Condoleezza Rice, y Dinesh D'Souza.
Se describe como "su cruzado cultural en política y cultura pop". Temas comunes en su espectáculo comprenden acontecimientos actuales, política, historia norteamericana e industria del entretenimiento. Reseña cuatro o más películas nuevas o DVD publicados por semana. El programa también incluye un "Día de Desacuerdo" semanal, que se enfoca en personas que llaman de todo el país, quienes desean disputar en torno a cualquier cosa que el Sr. Medved haya declarado en sus artículos escritos o en la radio, y un "Día de la Conspiración" mensual (cuando la luna está llena), donde mediante llamadas de todo el país se exponen lo que consideran "fuerzas escondidas" detrás de "confusos y dolorosos acontecimientos presentes".
Medved escribe una columna regular para USA Today, y es miembro de la Mesa de Colaboradores de la Página de Foro, que es parte de la sección de Opinión del diario. Escribe ocasionalmente artículos en la sección editorial para The Wall Street Journal y, diariamente, blogs en Townhall.com. También escribió el libro de 1992 Hollywood vs. America: Popular Culture and the War on Traditional Values (Hollywood vs. América: Cultura Popular y la Guerra en Valores Tradicionales), una condena a la violencia en el cine.
En octubre de 2007, Medved atrajo el fuego de los críticos después de publicar una columna polémica con respecto a la historia de la esclavitud en los Estados Unidos, en la cual escribía: "No, no es cierto que la 'extraña institución' presentó maestros bondadosos y paternalistas y peones bailando felices, más de lo que es cierto que los Estados Unidos de América mostraron una barbarie sin parangón o disfrutaron beneficios desproporcionados de secuestrar y explotar africanos inocentes".
Luego, en noviembre de 2007, Medved se convirtió en miembro sénior en el Discovery Institute, concentrador del movimiento de diseño inteligente. En noviembre de 2008, Medved publicó su undécimo libro de no ficción: The 10 Big Lies About America: Combating Destructive Distortions About Our Nation (Las 10 Grandes Mentiras Sobre Estados Unidos de América: Combatiendo Distorsiones Destructivas Sobre Nuestra Nación). En diciembre de 2009 se publicó la continuación de esta obra: The 5 Big Lies About American Business: Combating Smears Against the Free-Market Economy (Las 5 Grandes Mentiras Sobre Los Negocios Norteamericanos: Combatiendo Difamaciones Contra la Economía de Libre Mercado).
Ha argumentado que los votantes de la comunidad judía estadounidense no necesariamente acogen candidatos basados en apoyo al estado de Israel, tanto como se oponen apasionadamente a candidatos identificados con el cristianismo, especialmente con la Derecha Cristiana.
Medved también asegura que la comunidad judía ortodoxa, de la cual sostiene que representa menos del diez por ciento de la población judía norteamericana, "da casi tan desproporcionado aporte a los republicanos, como sus vecinos judíos reformadores, conservadores y seculares dan a los demócratas". Argumenta que esto es porque "el ortodoxo no siente horror instintivo alguno por las alianzas políticas con otros que hagan de la fe el centro de sus vidas".
El 30 de enero de 2015, durante la transmisión en vivo de su programa de radio, Medved anunció que, por tiempo indefinido, se ausentaría de su show radiofónico para seguir un tratamiento contra un cáncer de garganta.

## Vida personal
Medved está casado con Diane Elvenstar Medved. La pareja tiene tres hijos. Diane es conversa al judaísmo ortodoxo. Con su amigo y profesor, el rabino Daniel Lapin, Medved ayudó a revitalizar el Pacific Jewish Center (PJC), una sinagoga ortodoxa en Venice, California. Durante quince años, Medved sirvió como presidente del PJC, el cual declara que su misión es llegar a judíos no afiliados y desconectados.  En su libro Right Turns: Unconventional Lessons from a Controversial Life (Giros Correctos: Lecciones No Convencionales de una Vida Polémica), declara que su compromiso con la religión lo impulsó a su punto de vista político conservador. Es un baal teshuva (reconverso al judaísmo ortodoxo).
El 30 de enero de 2015, durante su programa radiofónico de las 2 P. M.,  Medved anunció que en el futuro cercano transmitiría sólo de manera limitada, ya que se halla en etapa 3 de un cáncer de garganta espinocelular. Añadió que espera plenamente sobrevivir a esta dura prueba. Antes de acabar temporalmente sus emisiones personales, el Sr. Medved publicó UNA NOTA PERSONAL A MI FAMILIA RADIOFÓNICA, la cual se puede leer en su sitio web.

## Libros
- Medved, Michael (2019). God's Hand on America: Divine Providence in the Modern Era. Crown Publishing. ISBN 9780451497413.[21][22]
- Medved, Michael (2016). The American Miracle: Divine Providence in the rise of the Republic. Crown Forum. ISBN 978-0553447262.[23]
- The 5 Big Lies About American Business: Combating Smears Against the Free-Market Economy. Three Rivers Press. 2009. ISBN 0307587479.
- The 10 Big Lies About America: Combating Destructive Distortions About Our Nation, 2008, ISBN 978-0-307-39406-4
- Right Turns: Unconventional Lessons from a Controversial Life, 2005, (explicando su conversión de ser Demócrata liberal a Republicano conservador) ISBN 1-4000-9832-7 (rústica)
- Saving Childhood: Protecting Our Children from the National Assault on Innocence, escrito junto con su esposa, la psicóloga clínica y autora, Dra. Diane Medved, 1998, ISBN 0-06-017372-6; 1999, ISBN 0-06-093224-4
- Hollywood vs. America: Popular Culture and the War on Traditional Values, 1992, ISBN 0-06-016882-X; 1993, ISBN 0-06-092435-7
- Son of Golden Turkey Awards (escrito con Harry Medved), 1986, ISBN 0-394-74341-5
- The Hollywood Hall of Shame: The Most Expensive Flops in Movie History (escrito con Harry Medved), 1984, ISBN 0-399-51060-5, ISBN 0-399-50714-0 (paperback)
- Hospital: The Hidden Lives of a Medical Center Staff, 1982, ISBN 0-671-42442-4; 1984, ISBN 0-671-42443-2
- The Golden Turkey Awards, (que expandió el libro anterior. Coescrito por su hermano Harry Medved), 1980, ISBN 0-425-05187-0
- The Shadow Presidents: The Secret History of the Chief Executives and Their Top Aides, (una historia de los Jefes de Personal de la Casa Blanca), 1979, ISBN 0-8129-0816-3
- The Fifty Worst Films of All Time, 1978 ISBN 0-446-38119-5
- What Really Happened to the Class of '65?, (escrito con David Wallechinsky), 1976, ISBN 0-394-40074-7; 1981 rústica, ISBN 0-345-30227-3 (rústica)